# 戈蘭·伊雲尼斯域
戈蘭·伊万尼塞维奇（發音：[ɡǒran iʋanǐːʃeʋitɕ]，1971年9月13日—）是克罗地亚網球运动員，左手持拍的發球上網型球員，擅長發出Ace球，在2001年的温布尔登网球锦标赛中共發出多達227個「Ace球」，並以外卡球員身份奪得該屆男單冠軍。2004年宣布退役，但2005年曾一度復出，以後備身份協助克罗地亚爭奪戴维斯杯錦標，結果克罗地亚如願首奪該項標。2020年，他被引薦進入國際網球名人堂（International Tennis Hall of Fame）。2019年至2024年為目前最多男單大滿貫冠軍球星諾瓦克·喬科維奇的教練。

## 生涯概況

### 早年生涯
- 1990年，伊万尼塞维奇協助尚未分裂的南斯拉夫奪得世界團體盃冠軍。
- 1992年，伊万尼塞维奇協助剛獨立的克罗地亚奪得巴塞隆拿奧運會網球男子單打和雙打銅牌。

### 三度打入温布尔登決賽
- 伊雲尼斯域曾於1992年、1994年、1998年三度打入温布尔登決賽，卻悉數飲恨而回。（92年負於阿加西，94年和98年則敗於山普拉斯。）

### 外卡傳奇
- 2001年，伊万尼塞维奇在温布尔登前的世界排名只得125位，按賽例他不能以排名取得參加温布尔登的正賽資格，但賽會鑑於他是三屆男子單打亞軍身份，於是他獲賽會發出外卡邀請他參賽，結果他一路過關斬將，在決賽擊敗97和98年美網男單冠軍兼上屆温布尔登男單亞軍，澳大利亚名將奪得冠軍，他亦成為了自今唯一一位是以外卡球員身份奪得温布尔登男單冠軍。

## 大满贯

### 男單冠軍 (1)
| 年份 | 比賽     | 場地 | 決賽對手 | 對手國籍 | 勝方比分                |
| ---- | -------- | ---- | -------- | -------- | ----------------------- |
| 2001 | 温布尔登 | 草地 |          |          | 6-3, 3-6, 6-3, 2-6, 9-7 |

### 男單亞軍 (3)
| 年份 | 比賽     | 場地 | 決賽對手 | 對手國籍 | 勝方比分                |
| ---- | -------- | ---- | -------- | -------- | ----------------------- |
| 1992 | 温布尔登 | 草地 | 阿加西   | 美国     | 6-7, 6-4, 6-4, 1-6, 6-4 |
| 1994 | 温布尔登 | 草地 | 桑普拉斯 | 美国     | 7-6, 7-6, 6-0           |
| 1998 | 温布尔登 | 草地 | 桑普拉斯 | 美国     | 6-7, 7-6, 6-4, 3-6, 6-2 |

## ATP巡迴賽

### 單打冠軍（22）
- 1990 (1) - 斯圖加特室外賽
- 1991 (1) - 曼徹斯特
- 1992 (4) - 阿德雷德（澳大利亚硬地网球锦标赛）、斯圖加特室內賽、雪梨室內賽、斯德哥爾摩A
- 1993 (3) - 布加勒斯特、維也納、巴黎室內賽A
- 1994 (2) - 基茨比厄爾（傑內拉利公開賽）、東京室內賽
- 1995 (1) - 慕尼黑大滿貫盃
- 1996 (5) - 薩格勒布、杜拜、米蘭、鹿特丹、莫斯科
- 1997 (3) - 薩格勒布、米蘭、維也納
- 1998 (1) - 克罗地亚斯普利特
- 2001 (1) - 溫布頓

^  注解A：為ATP大師賽 （共2項冠軍）

## 外部連結
- 官方网站
- 戈蘭·伊雲尼斯域（英文/西班牙文）的官方資料
- 戈蘭·伊雲尼斯域的國際網球總會 職業／青少年 官方資料（英文）
- 戈蘭·伊雲尼斯域的官方資料（英文）